# Hope Brooks
Hope Brooks (sinh năm 1944 tại Kingston, Jamaica) là một họa sĩ người Jamaica. Nhiều tác phẩm của bà bao gồm nhiều bảng, và được thiết kế để thể hiện theo kiểu cài đặt. Các tác phẩm của bà chủ yếu là trừu tượng, nhưng nhiều tác phẩm cũng chứa các chủ đề chính trị.
Brooks học tại Đại học Nghệ thuật Edinburgh từ 1963 đến 1967 và tại Đại học Nghệ thuật Maryland từ 1980 đến 1981. Tác phẩm của bà có thể được nhìn thấy tại Phòng trưng bày Quốc gia Jamaica, và đã được trưng bày trong nhiều Triển lãm nghệ thuật Jamaica.
Brooks là giáo sư tại Trường Nghệ thuật Jamaica (hiện là một phần của Edna Manley College of the Visual and Biểu diễn Nghệ thuật) trước khi trở thành Giám đốc của Cục Vẽ tranh. Sau đó, bà là Phó hiệu trưởng nghiên cứu học thuật và kỹ thuật tại Edna Manley College.
Brooks đã có nhiều triển lãm trong nước và quốc tế. Đáng chú ý, hiển thị tại Phòng trưng bày Mutual ở Kingston và tại Đại học bang Grand Valley, Michigan, Hoa Kỳ. Tác phẩm của bà được giới thiệu trong nhiều bộ sưu tập công cộng và tư nhân trên khắp thế giới.
Sự nghiệp của Brook được Viện Jamaica công nhận với cả Huân chương Thế kỷ năm 1980 và Huy chương Bạc Musgrave năm 1995.
bà hiện đang cư trú tại St Andrew, Jamaica.